# La Tête en friche
La Tête en friche is een Franse film van Jean Becker die werd uitgebracht in 2010. Het is een verfilming van de gelijknamige roman van Marie-Sabine Roger uit 2008.
Drie jaar na Dialogue avec mon jardinier (2007) waar de innige vriendschap tussen een schilder en een eenvoudige tuinman centraal stond, serveert Becker ons een nieuw verhaal van een warme vriendschap tussen twee erg verschillende personen.

## Samenvatting
Germain is een man van middelbare leeftijd die een eenvoudig leven leidt en zijn tijd verdeelt tussen zijn vriendin Annette, zijn moestuin en zijn cafévrienden. Hij woont in een caravan achter in de tuin van zijn moeder. Met haar heeft hij geen goede relatie omdat ze hem van jongs af aan heeft laat voelen dat hij een ongewenst kind was. De onderwijzer van de lagere school moest ook al niet veel van hem hebben en heeft nooit naar hem omgekeken. Op vijftigjarige leeftijd is Germain wel een gelukkig maar weinig ontwikkeld man, zo kan hij amper lezen. Hij is dan ook vaak de kop van jut in zijn stamcafé.
Op een dag, in het park waar hij de gewoonte heeft de duiven te tellen, maakt hij kennis met Margueritte, een bejaarde en heel gecultiveerde dame. Zij verblijft in een plaatselijk rusthuis en brengt haar tijd al lezend door. Ook zij telt de duiven. Ze leest Germain verhalen voor en merkt al gauw dat hij gevoelig is voor haar lectuur. Een ganse onbekende wereld gaat open voor hem. Dat bevalt Germain zozeer dat ze besluiten elke dag in het park af te spreken. Ze geeft hem een oud woordenboek cadeau om er nieuwe woorden in op te zoeken. Tussen Margueritte en Germain ontstaat er een hechte vriendschapsband.

## Rolverdeling
- Gérard Depardieu : Germain Chazes
- Gisèle Casadesus : Margueritte
- Claire Maurier : Jacqueline, de moeder van Germain
- Maurane : Francine, de cafébazin
- François-Xavier Demaison : Gardini
- Anne Le Guernec : Jacqueline als jonge moeder
- Sophie Guillemin : Annette, de vriendin van Germain, buschauffeur
- Florian Yven : Germain als kind
- Patrick Bouchitey : Landremont, de garagist
- Régis Laspalès : M. Bayle, de onderwijzer
- Jean-François Stévenin : Joseph 'Jojo the cook', de kok
- Lyes Salem : Youssef, de vriend van Francine
- Matthieu Dahan : Julien
- Bruno Ricci : Marco
- Mélanie Bernier : Stéphanie